# 莫氏刺劍水蚤
莫氏刺劍水蚤（学名：Acanthocyclops morimotoi）为劍水蚤科刺劍水蚤屬下的一个种。

## 扩展阅读
- 維基物種上的相關：莫氏刺劍水蚤